# Лекюйе, Леон
Леон Лекюйе (фр. Léon Lécuyer; 8 апреля 1855, Париж — ноябрь 1915) — французский стрелок и фехтовальщик, призёр летних Олимпийских игр.
На летних Олимпийских играх 1900 в Париже Лекюйе соревновался в фехтовании на саблях. Он прошёл в полуфинал, однако отказался от дальнейшего участия.
На летних Олимпийских играх 1908 в Лондоне Лекюйе уже участвовал в двух стрелковых дисциплинах. Он стал бронзовым призёром в командной стрельбе из малокалиберной винтовки и 30-м в стрельбе из пистолета среди отдельных спортсменов.